# 锡拉当
锡拉当（法語：Siradan，法語發音：[siʁadɑ̃]）是法国上比利牛斯省的一个市镇，属于巴涅尔德比戈尔区。

## 地理
锡拉当（42°58'12"N, 0°36'44"E）面积2.74 平方千米，位于法国奧克西塔尼大區上比利牛斯省，该省份为法国西南部内陆省份，北至热尔省，西接大西洋比利牛斯省，南与西班牙接壤，东临上加龙省。
与锡拉当接壤的市镇（或旧市镇、城区）包括：圣玛丽、巴日里、萨莱尚、萨米朗、泰布。

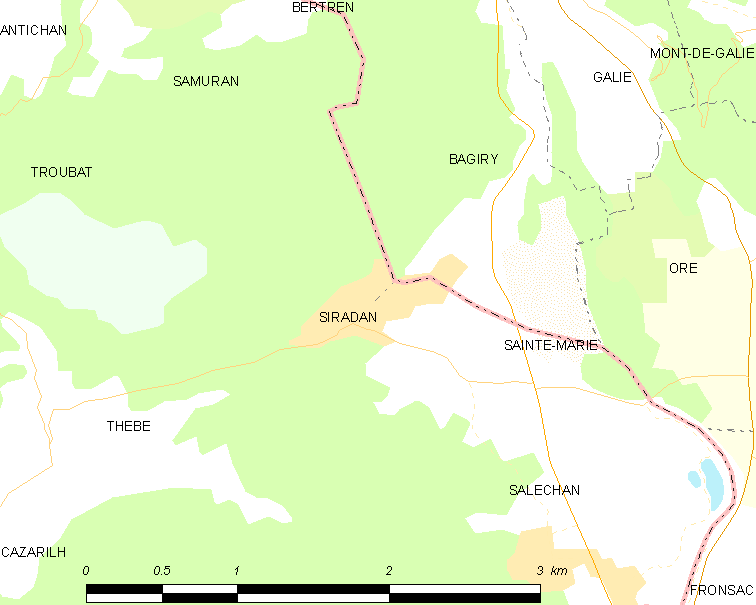
锡拉当的OSM定位图

锡拉当的时区为UTC+01:00、UTC+02:00（夏令时）。

## 行政
锡拉当的邮政编码为65370，INSEE市镇编码为65427。

## 政治
锡拉当所属的省级选区为巴鲁斯谷县。

## 人口

1962-2008年间锡拉当人口变化图示

锡拉当于2022年1月1日时的人口数量为287人。